# Schema.org

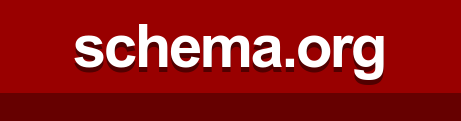
Logo de schema.

Schema.org es una actividad comunitaria colaborativa con la misión de "crear, mantener y promover esquemas para datos estructurados en Internet, en páginas web, en mensajes de correo electrónico y más". Los webmasters utilizan este vocabulario compartido para estructurar metadatos en sus sitios web y ayudar a los motores de búsqueda a comprender el contenido publicado, una técnica conocida como optimización de motores de búsqueda.

## Historia
Schema.org es una iniciativa lanzada el 2 de junio de 2011 por Bing, Google y Yahoo! (operadores de los motores de búsqueda más grandes del mundo en ese momento) para crear y admitir un conjunto común de esquemas para el marcado de datos estructurados en páginas web. En noviembre de 2011, Yandex (cuyo motor de búsqueda es el más grande de Rusia) se unió a la iniciativa. Propusieron utilizar el vocabulario de schema.org junto con los formatos Microdata, RDFa o JSON-LD para marcar el contenido del sitio web con metadatos sobre sí mismo. Las arañas de los motores de búsqueda y otros analizadores pueden reconocer dicho marcado, lo que permite acceder al significado de los sitios (consulte Web semántica). La iniciativa también describe un mecanismo de extensión para agregar propiedades adicionales. En 2012, la ontología GoodRelations se integró en Schema.org. La discusión pública de la iniciativa tiene lugar en gran medida en la lista de correo de vocabularios públicos del W3C.
Gran parte del vocabulario de Schema.org se inspiró en formatos anteriores, como los microformatos, FOAF y OpenCyc. Los microformatos, con hCard como el representante más dominante, continúan (a partir de 2015) publicándose ampliamente en la web, donde la implementación de Schema.org ha aumentado considerablemente entre 2012 y 2014. En 2015, Google comenzó a admitir el formato JSON-LD y, a partir de septiembre de 2017, recomendó usar JSON-LD para datos estructurados siempre que fuera posible.
A pesar de las ventajas de usar Schema.org, la adopción siguió siendo limitada a partir de 2016. Una encuesta realizada en 2016 a 300 agencias de marketing con sede en EE. UU. y anunciantes B2C de todas las industrias mostró solo un 17% de aceptación.
Validadores como la herramienta de prueba de datos estructurados de Google, que pronto quedará obsoleta, o la más reciente herramienta de prueba de resultados enriquecidos de Google, el validador de microformatos de Yandex, y el validador de marcado de Bing pueden utilizarse para probar la validez de los datos marcados con los esquemas y microdatos. Más recientemente, Google Search Console (anteriormente Webmaster Tools) ha proporcionado una sección de informe para datos estructurados que no se pueden analizar. Si algún código de Schema en un sitio web es incorrecto, se mostrará en este informe. Algunas marcas de esquema, como Organización y Persona, se utilizan comúnmente para influir en los resultados de búsqueda devueltos por el Gráfico de conocimiento de Google.

## Tipos de Schema
Hay una serie de elementos que puedes marcar con Schema en una página web. Éstos son algunos de los más populares:
- Artículo
- Miga de pan
- Curso
- Evento
- Preguntas más frecuentes
- Negocio local
- Logo
- Película
- Producto
- Receta
- Revisión
- Vídeo

## Ejemplos

### Microdatos
El siguiente es un ejemplo de cómo marcar información sobre una película y su director usando los esquemas y microdatos de Schema.org. Para marcar los datos, se utiliza el atributo itemtype junto con la URL del esquema. El atributo itemscope define el ámbito de itemtype. El tipo de artículo actual se puede definir mediante el atributo itemprop.
```
<
div
 
itemscope
 
itemtype
=
"http://schema.org/Movie"
>

  
<
h1
 
itemprop
=
"name"
>
Avatar
</
h1
>

  
<
div
 
itemprop
=
"director"
 
itemscope
 
itemtype
=
"http://schema.org/Person"
>

  Director: 
<
span
 
itemprop
=
"name"
>
James Cameron
</
span
>
 
(born 
<
time
 
itemprop
=
"birthDate"
 
datetime
=
"1954-08-16"
>
August 16, 1954
</
time
>
)
  
</
div
>

  
<
span
 
itemprop
=
"genre"
>
Science fiction
</
span
>

  
<
a
 
href
=
"../movies/avatar-theatrical-trailer.html"
 
itemprop
=
"trailer"
>
Trailer
</
a
>

</
div
>

```

### RDFa 1.1 Lite
```
<
div
 
vocab
=
"http://schema.org/"
 
typeof
=
"Movie"
>

  
<
h1
 
property
=
"name"
>
Avatar
</
h1
>

  
<
div
 
property
=
"director"
 
typeof
=
"Person"
>

  Director: 
<
span
 
property
=
"name"
>
James Cameron
</
span
>

(born 
<
time
 
property
=
"birthDate"
 
datetime
=
"1954-08-16"
>
August 16, 1954
</
time
>
)
  
</
div
>

  
<
span
 
property
=
"genre"
>
Science fiction
</
span
>

  
<
a
 
href
=
"../movies/avatar-theatrical-trailer.html"
 
property
=
"trailer"
>
Trailer
</
a
>

</
div
>

```

### JSON-LD
```
<scrip
t
 
t
ype=
"application/ld+json"
>

{
 

  
"@context"
:
 
"http://schema.org/"
,

  
"@type"
:
 
"Movie"
,

  
"name"
:
 
"Avatar"
,

  
"director"
:
 

    
{
 

       
"@type"
:
 
"Person"
,

       
"name"
:
 
"James Cameron"
,

       
"birthDate"
:
 
"1954-08-16"

    
},

  
"genre"
:
 
"Science fiction"
,

  
"trailer"
:
 
"../movies/avatar-theatrical-trailer.html"
 

}

</scrip
t
>

```